# Samuel Umtiti
Samuel Umtiti (născut pe 14 noiembrie 1993 în Yaoundé, Camerun) este un fotbalist francez naturalizat care joacă pe postul de fundaș central la clubul francez din Ligue 1, Lille.

## Biografie
Samuel Umtiti s-a născut în Camerun și este cel mai mic dintr-o familie de patru copii. Când Samuel avea doi ani, familia lui s-a mutat în orașul francez Lyon. Începe practicarea fotbalului la vârsta de cinci ani, împreună cu prietenul lui, Sébastien Flochon, la clubul FC Menival din Lyon. În 2002, la vârsta de opt ani, Samuel este descoperit de scouterii echipei Olympique Lyon. La Lyon a început să joace ca atacant, după care ca mijlocaș și în cele din urmă ca fundaș. A purtat de mai multe ori banderola de căpitan la echipele de tineret ale Lyon.

## Cariera

### F. C. Barcelona
Pe 30 iunie 2016, Lyon ajunge la un acord cu FC Barcelona pentru transferul jucătorului, în schimbul sumei de 25 de milioane de euro. Transferul oficial al lui Samuel Umtiti la FC Barcelona are loc pe 12 iulie 2016, când semnează un contract pentru 5 sezoane, cu o clauză reziliere de 60 de milioane de euro. Samuel Umtiti și-a făcut debutul ca jucător la FC Barcelona în Trofeul Joan Gamper împotriva lui Sampdoria pe 10 august 2016.

## Statistici
La 1 martie 2020.
| Club          | Sezon         | Campionat     | Campionat | Campionat | Cupă    | Cupă   | Cupa Ligii | Cupa Ligii | Europa  | Europa | Altele  | Altele | Total   | Total  |
| Club          | Sezon         | Divizie       | Meciuri   | Goluri    | Meciuri | Goluri | Meciuri    | Goluri     | Meciuri | Goluri | Meciuri | Goluri | Meciuri | Goluri |
| ------------- | ------------- | ------------- | --------- | --------- | ------- | ------ | ---------- | ---------- | ------- | ------ | ------- | ------ | ------- | ------ |
| Lyon          | 2011–12       | Ligue 1       | 12        | 0         | 3       | 0      | 3          | 0          | 0       | 0      | —       | —      | 18      | 0      |
| Lyon          | 2012–13       | Ligue 1       | 26        | 1         | 0       | 0      | 0          | 0          | 6       | 1      | 0       | 0      | 32      | 2      |
| Lyon          | 2013–14       | Ligue 1       | 28        | 0         | 1       | 0      | 3          | 0          | 10      | 0      | —       | —      | 42      | 0      |
| Lyon          | 2014–15       | Ligue 1       | 35        | 1         | 2       | 0      | 1          | 0          | 2       | 1      | —       | —      | 40      | 2      |
| Lyon          | 2015–16       | Ligue 1       | 30        | 1         | 2       | 0      | 1          | 0          | 4       | 0      | 1       | 0      | 38      | 1      |
| Lyon          | Total         | Total         | 131       | 3         | 8       | 0      | 8          | 0          | 22      | 2      | 1       | 0      | 170     | 5      |
| Barcelona     | 2016–17       | La Liga       | 25        | 1         | 9       | 0      | —          | —          | 8       | 0      | 1       | 0      | 43      | 1      |
| Barcelona     | 2017–18       | La Liga       | 25        | 1         | 4       | 0      | —          | —          | 9       | 0      | 2       | 0      | 40      | 1      |
| Barcelona     | 2018–19       | La Liga       | 14        | 0         | 0       | 0      | —          | —          | 1       | 0      | 0       | 0      | 15      | 0      |
| Barcelona     | 2019–20       | La Liga       | 11        | 0         | 1       | 0      | —          | —          | 3       | 0      | 1       | 0      | 16      | 0      |
| Barcelona     | Total         | Total         | 75        | 2         | 14      | 0      | —          | —          | 21      | 0      | 4       | 0      | 114     | 2      |
| Total carieră | Total carieră | Total carieră | 227       | 5         | 22      | 0      | 8          | 0          | 43      | 2      | 5       | 0      | 305     | 7      |

Notes
1. 1 2  Toate aparițile în UEFA Europa League
2. ↑  Trei apariții UEFA Champions League, șapte apariții UEFA Europa League
3. 1 2 3 4 5  Toate aparițile în Liga Campionilor UEFA
4. ↑  Toate meciuri în Trophée des Champions
5. 1 2  Appearance(s) in Supercopa de España

## Echipa națională
Umtiti a jucat pentru Selecționatele de tineret ale Franței u-17, u-18, u-19 și u-20. Cu selecționata sub-17 a participat la Campionatul European Sub 17 ani de la UEFA din 2010, iar cu echipa sub-20, a câștigat Cupa Mondială 2013 după o finală disputată împotriva Uruguayului.

### Euro 2016
Deși încă nu debutase la naționala de seniori, în mai 2016 a fost inclus de antrenorul Didier Deschamps în lotul naționalei Franței pentru Euro 2016, în locul accidentatului Jérémy Mathieu, fiindu-i atribuit tricoul cu numărul 22. Debutul său internațional are loc pe 3 iulie împotriva Islandei pe Stade de France, în sferturile de finală ale Campionatului european, fiind titularizat în locul Adil Rami, care era suspendat. Umtiti a jucat tot meciul, care s-a încheiat cu o victorie cu 5-2 pentru Franța. Astfel, a devenit doar al doilea jucător din Franța (după Gabriel De Michèle în Cupa Mondială din 1966) care a debutat într-un meci de fazele finale ale unei competiții internaționale și, mai mult de atât, a avut o precizie de 100% în cele 77 de pase pe care le-a dat în timpul meciului. Prin prestația excelentă, Samuel și-a asigurat locul de titular în semi-finala împotriva Germaniei, pe care au învins-o cu scorul de 0-2. Pe 10 iulie, Samuel a fost titular în finala competiției, disputată împotriva Portugaliei, având o remarcabilă prestație în apărare alături de Laurent Koscielny. Franța a pierdut însă cu 0-1 finala, în prelungiri, după golul reușit de Éder în minutul 109.

## Palmares

### Campionate Naționale
| Titlu              | Club            | Tara   | An      |
| ------------------ | --------------- | ------ | ------- |
| Cupa Franței       | Olympique Lyon  | Franța | 2011/12 |
| Super cupa Franței | Olympique Lyon  | Franța | 2012    |
| Supercupa Spaniei  | F. C. Barcelona | Spania | 2016    |
| Supercupa Spaniei  | F. C. Barcelona | Spania | 2018    |

### Campionate Internaționale
Echipa Națională
| Titlu          | Selecție    | Sediul | An   |
| -------------- | ----------- | ------ | ---- |
| U-20 World Cup | Franța u-20 | Turcia | 2013 |
| World Cup 2018 | Franța      | Rusia  | 2018 |